# KVV Coxyde
Dernière mise à jour : 30 juillet 2020.
Le Koninklijke Voetbal Vereniging Coxyde était un club de football belge basé dans la commune de Coxyde. Porteur matricule 1934, le cercle évolue en Bleu et Blanc. Ce club joue en séries nationales à partir de la saison 2008-2009 jusqu'au terme du championnat 2016-2017. Depuis lors, il n'aligne pas d'équipe première.
En vue de la saison 2020-2021, toujours en proie à des soucis financiers, le cercle s'accorde le K. VV Oostduinkerke (3841) dans la commune voisine. Ensemble, ils annoncent former le K. VV Koksijde-Oostduinkerke (3841) sans qu'une fusion concrète soit conclue. Le 1er juillet 2020, le K. VV Coxyde est démissionné de la fédération et son matricule 1934 est radié.

## Histoire
Le club est fondé en 1932 et s'affilie à lUnion belge le 18 février 1933, et reçoit le matricule 1934. Le club reste pendant plus de 70 ans dans les séries provinciales de Flandre occidentale.
Le matricule 1934 ne rejoint la Promotion, quatrième et dernier niveau national du football belge, qu'en 2008. La première saison du club en nationales est marquée par le décès soudain de leur entraîneur à succès Jan Merlevede, à l'âge de 44 ans. Quelques semaines plus tard, les joueurs de Coxyde remportent le titre dans leur série, et rejoignent pour la première fois la Division 3. 
Pour leurs débuts au troisième niveau national, les côtiers jouent les premiers rôles, et terminent à une belle sixième place. La saison suivante est encore meilleure pour le KVV Coxyde, qui termine quatrième dans sa série. Cette place est normalement qualificative pour le tour final de promotion, mais le club n'ayant pas demandé sa licence pour le football rémunéré, indispensable pour pouvoir évoluer en Division 2, n'est pas autorisé à y prendre part. Les dirigeants entament la saison 2011-2012 avec l'ambition de participer au tour final en fin de saison, et recrutent pour cela certains joueurs connus, comme l'ancien international belge Gaëtan Englebert. Ce dernier met néanmoins un terme à sa carrière à la mi-saison.

### Affaire Van Laer
En fin de saison 2011-2012, plusieurs plaintes pour des cas de joueurs non-affiliés sont déposées par différents clubs de la série (Bleid, Bertrix,...). Sanctionné de plusieurs défaites par forfait pour avoir aligné Alan Van Laer, un joueur qui n'était pas en qualifié pour jouer avec les Côtiers, le K. VV Coxyde perd 20 points sur tapis vert et se retrouve barragiste. Il assure son maintien en remportant ces barrages.

### D2 puis les soucis
Le matricule semble résoudre ses problèmes administratifs et financiers que lui prêtent certaines rumeurs et reste un « bon club de D3 ». Après une 9e, puis une 5e place, Coxyde remporte le titre de sa série en 2015. Ce titre arrive au mauvais moment car le club qui est le 16e de sa province de Flandre occidentale à atteindre le 2e niveau national n'est jamais en mesure de prétendre s'y installer. La Pro League réforme l'antichambre de l'élite qui au terme de l'exercice 2015-2016 ne compte plus que huit équipes !
Les résidents du stade Houtsaeger redescendent au 3e étage qui a lui aussi été réformé. Il ne compte plus qu'une seule série et a pris le nom de « Division 1 Amateur ». Coincé dans des soucis financiers annonce assez tôt durant la saison 2016-2017 qui'il va arrêter son équipe "A". Classé 14e et relégué direct en « Division 2 Amateur VFV », le club confirme ses intentions et disparaît des séries nationales.

### Pas de fusion mais un rapprochement
En parallèle à la période d'inactivité, de nombreuses discussions et autres réunions agitent les sphères footballistiques de la région côtière proche de la frontière française. Une fusion avec le club voisin du K. VV Oostduinkerke (matricule 3841) (qui évolue alors en P1 de Flandre occidentale) est envisagée mais, durant début mars 2018, il est mis fin aux rumeurs. Il n'y a pas de fusion à part entière, mais toutefois les deux clubs coopèrent en inscrivant toutes leurs équipes de jeunes sous l'appellation Koksijde-Oostduinderke. Par ailleurs, le K. VV Coxyde annonce qu'il va inscrire de nouveau une équipe « A » , laquelle recommence en 4e provinciale 
Et de fait, l'idée initiale d'aligner une équipe « Seniors » en « P4 » se concrétise pour l'exercice 2018-2019. Le cercle termine 14e sur 16, avec 8 points. Il occupe le 10e rang lorsque la saison 2019-2020 est arrêtée en raison de la Pandémie de Covid-19.
En mars 2020, après que les négociations ont repris une étape supplémentaire est franchie même s'il n'y a toujours pas de fusion officielle. À ce sujet, le K. VV Oostduinkerke se montre frileux, car le K. VV Coxyde traîne encore d'anciennes dettes que le premier nommé ne veut pas devoir éponger. Néanmoins, les deux entités décident de « marcher main dans la main », sous le nom de K. VV Koksijde-Oostduinkerke (avec le matricule 3841 d'Oostduindkerke, lequel n'a jamais évolué en séries nationales), et d'aligner deux équipes seniors A et B, respectivement en P1 et P4 ainsi qu'une sélection U21. Il est prévue que ces trois formations jouent à Coxyde, tandis que toutes les équipes de jeunes évoluent à Oostduinkerke . Le matricule 3841 étant mis en exergue, et au printemps 2020 on se doute que le 1934 de Coxyde disparaisse, même si rien n'est décidé.
Les craintes des plus anciens fans se concrétisent quand, en date du 1er juillet 2020, le matricule 1934 est démissionné des registres de la fédération. En janvier 2021, le K. VV Koksijde-Oostduinkerke (3841) annonce quitter la « P1 » (5e niveau) et descendre volontairement en « P4 », soit le niveau hiérarchique le plus bas.

## Résultats dans les divisions nationales
Statistiques clôturées, club disparu

### Palmarès
- 1 fois champion de Belgique de Promotion en 2009.
- 1 fois champion de Belgique de Division 3 en 2015.

### Bilan
| Niv | Divisions     | Jouées | Titres | TM Up | TM Down |
| --- | ------------- | ------ | ------ | ----- | ------- |
| I   | 1re nationale | 0      | 0      |       |         |
| II  | 2e nationale  | 1      | 0      |       |         |
| III | 3e nationale  | 7      | 1      |       |         |
| IV  | 4e nationale  | 1      | 1      |       |         |
| V   | 5e nationale  | 0      | 0      |       |         |
|     |               |        |        |       |         |
|     | TOTAUX        | 9      | 2      | 0     | 0       |

- TM Up : test-match pour départager des égalités, ou toutes formes de Barrages ou de Tour final pour une montée éventuelle.
- TM Down : test-match pour départager des égalités, ou toutes formes de Barrages ou de Tour final pour le maintien.

### Classements saison par saison
| Ordre | Saison    | Nom du club | Niveau             | Classement final | Remarques           |
| ----- | --------- | ----------- | ------------------ | ---------------- | ------------------- |
| 1     | 2008-2009 | KVV Coxyde  | Promotion série A  | 1er/16           | Champion et promu ! |
| 2     | 2009-2010 | KVV Coxyde  | Division 3 série A | 6e/19            |                     |
| 3     | 2010-2011 | KVV Coxyde  | Division 3 série A | 4e/18            | [ saisons 1 ]       |
| 4     | 2011-2012 | KVV Coxyde  | Division 3 série A | 16e/18           | Barrages !          |
| 5     | 2012-2013 | KVV Coxyde  | Division 3 série A | 9e/18            |                     |
| 6     | 2013-2014 | KVV Coxyde  | Division 3 série A | 5e/18            |                     |
| 7     | 2014-2015 | KVV Coxyde  | Division 3 série A | 1er/18           | Champion et promu ! |
| 8     | 2015-2016 | KVV Coxyde  | Division 2         | 17e/17           | Relégué !           |
| 9     | 2016-2017 | KVV Coxyde  | Division 1 Amateur | 14e/16           | Relégué !           |